# Amor en el desierto
Amor en el desierto é uma telenovela mexicana, produzida pela Televisa e exibida em 1967 pelo Telesistema Mexicano.

## Elenco
- Guillermo Murray - Ahmed
- Jacqueline Andere
- Malena Doria
- Vicky Aguirre
- Fernando Mendoza
- Carlos Fernández
- Graciela Nájera
- Julián Pastor
- Hortensia Santoveña
- Ismael Larumbe
- Jorge Vargas